# 邓中夏
邓中夏（1894年10月5日—1933年9月21日），原名邓康，字仲懈（一作仲澥），笔名仲澥、施义、重远、心美、大壑、寿生、老阳、老葛、增昌、邓忠、邓安石、邓兰汀等，男，湖南宜章人，中国革命家，中共早期领导人之一。邓中夏是中共第二届、第五届中央委员，第三届、第六届中央候补委员、中央临时政治局候补委员，马克思主义理论家，也是工人运动领袖。

## 生平
邓早年就读于郴州官立中學堂:1471，后入衡阳中学和湖南高等师范学校学习，师从杨昌济，并结识了毛泽东。1917年，邓随父入北京，考入北京大学中文系，因受李大钊影响而倾向于共产主义。1919年，邓参与发起五四运动，是火烧赵家楼事件的主要参与者之一。
1920年3月，邓中夏、高君宇在李大钊领导下发起并组织了北京大学马克思主说研究会，同年10月，以马克思学说研究会的成员为骨干，发起组织了北京的共产党早期组织，李大钊为书记，邓中夏成为中国共产党的最早的党员之一，从1920年4月起，邓中夏长期在北京长辛店从事工人运动，主办工人劳动补习学校，建立工会，为北方工人培养大批骨干力量。1922年5月1日，邓中夏作为长辛店工人代表，邓中夏领导长辛店铁路工人罢工运动，是为中共开始发动工人运动之始。1922年7月，在中国共产党第二次全国代表大会上，邓中夏被选为中央执行委员会候补委员，进入中共主要领导行列。同年，邓又在全国劳动大会上当选为中国劳动组合书记部书记。1923年邓随劳动组合书记部前往上海，同蔡和森等创建上海大学并任校务长，创办中国青年杂志，8月，在中国社会主义青年团第二次全国代表大会上当选为中国社会主义青年团中央局成员。
1924年，国共合作，邓中夏以个人名义同毛泽东等人一同在上海加入中国国民党，任国民党上海执行部工农部干事。1925年中华全国总工会成立后，邓中夏担任秘书长兼任宣传部长，同年5月1日第二次全国劳动大会在广州召开，成立了中华全国总工会。邓中夏当选全总执委，任秘书长兼宣传部长。大会闭幕不久，上海发生“五卅惨案”。邓中夏、杨匏安到香港会同苏兆征、杨殷、黄平等，领导发动省港大罢工。邓担任罢工委员会委员、党团书记。
1927年国民政府决定“分共”之后，邓转入秘密活动。7月20日，邓参加了九江会议，会议决定发动南昌起义，并派遣邓中夏和李立三赴庐山向中共实际最高领导人瞿秋白汇报。8月7日，邓在八七会议上被选为赴上海担任临时中共中央政治局候补委员，其后，先后兼任中共江苏省委书记和广东省委书记，参加了广州起义。1928年3月，邓中夏赴苏联出席赤色职工国际第四次代表大会，任中华全国总工会驻赤色职工国际代表。1930年7月，邓中夏从莫斯科回到上海，被派往湖北洪湖担任红二军团政治委员。同年10月，邓中夏执行“立三路线”，严命军队南渡长江以配合红三军团攻打长沙，此时红三军团早已撤离长沙，使得红二军团的行动失去军事意义，国民政府乘机调集军队进攻洪湖苏区。12月，红二军团被迫返回洪湖苏区。1931年初，鉴于邓中夏的指挥屡遭失败，已无法继续掌握红二军团，加之王明新近夺取中央领导权，中共中央遂派出夏曦接替邓中夏。邓返回上海，任全国赤色互济总会主任兼党团书记。
因1931年初中国济难会各级组织遭执政当局破坏，中共中央委派邓中夏于1932年底对进行重建。1933年5月15日，邓中夏被捕，国统区的中国济难会工作处境复趋困难。9月21日，在南京雨花台刑场被處決，邓中夏死前高呼着“打倒国民党反动派！”“中国共产党万岁！”“全世界无产阶级联合起来！”的口号，时年39岁。

## 主要贡献

### 中共早期为数不多的理论家
邓中夏是党内较早明确提出“无产阶级在民主革命中的领导权”的思想的领导人之一。1923年到1924年间，邓中夏先后在《中国青年》、《平民》周刊、《中国工人》发表了《革命主力的三个群众》、《论工人运动》、《中国工人状况及我们运动之方针》、《论劳动运动》、《我们的力量》等文章，比较集中地阐述了无产阶级在民主革命中的领导权问题，他在分析中国社会各阶层的特点之后，提出“只有无产阶级有伟大集中的群众，有革命到底的精神，只有它配做国民革命的领袖。”之后发表的文章《广州暴动与中国共产党的策略》，至今仍是研究广州起义的文献。
在1927年春出版的《一九二六年之广州工潮》小册子中，他指出：“我们可以明白指出，中国革命的政权是工人、农民、小资产阶级联合的民主主义的专政。”他在领导省港大罢工时，成立具有无产阶级政权性质的罢工委员会，主张工农商学联合起来，发动工人下乡参与农民运动等等，都一定程度上地践行了这些理论。 

### 邓中夏与《工人之路》
1925年6月，随着省港大罢工爆发，《工人之路》創刊，作为大罢工领导者之一的邓中夏担任主编。在邓中夏的指导下，《工人之路》先后开辟了“短评”“特载”“省港罢工消息”“国内新闻”“世界新闻”“工人常识”等栏目。

## 著作
文章
- 《少年同学会改组委员会调查表》
- 《省港罢工概观》
- 《罢工与东征》
- 《一九二六年之广州工潮》
- 《廖仲恺先生哀思录》
- 《孤鸾曲》
- 《京华英烈》
- 《红色诗歌集》
- 《邓中夏诗选摘》
- 《工会论（上编）》
- 《中国职工运动简史（1919-1926）》[8]

文集
- 《邓中夏文集》1982年人民出版社，收录1920-1930年的大部分著述。

## 家庭

### 祖父母
- 祖父邓锡锦（1842年－1902年），先祖系汉高密侯邓禹后裔。官居广州府经历，执掌府中出纳文书，因战乱移籍并定居宜章，病逝后按清前例赠文林郎。为人乐善好施，广交朋友，对邓中夏的性格养成有一定的影响。
- 祖母邝氏（1852年－1936年），宜章县白石渡人，先祖系明代兵部尚书邝埜。邝氏通晓典籍，善教子孙，其德行在宜章遐迩闻名，六十寿辰时，湘中名流谭延闿、彭邦栋等皆赠诗词赞颂。

### 父母
- 父亲邓典谟（1874年－1946年），曾任温、台两府佐治员、温州府发审委员等职，返乡后先后出湖南省议会议员、南京政府行政院书记官等。1936年邓中夏就义后告老隐居。后出任宜章县志总纂，主修《宜章县志》，并著有《庸庵自述》、《论语汇通》、《俗语考》等作。
- 母亲欧庚翠（1875年－1901年），宜章县瑶岗仙人，1891年嫁邓典谟，二人育有三子一女。26岁因瘟疫病逝。

### 配偶
- 原配杨贤怀（1892年－1982年），又名杨晴，湖南宜章人，宜章县沙坪乡樟桥村大户杨绍勋之女。嫁与邓中夏后，1922年由邓中夏保送入读长沙务本女校，后终身厮守邓家未再嫁，亦未生育。新中国成立后由政府供养。1982年5月16日在邓家湾逝世。
- 妻子李夏明（1909年—1987年），原名李惠馨，又名李瑛，湖南江华人。1926年嫁邓中夏，二人共育有四个子女，邓中夏牺牲后，她改名“李夏明”以表纪念，继续革命事业，并在解放后多方寻找当年二人送养的两个子女，未果。新中国成立后，她在中央劳动部、轻工部等单位工作。

### 兄弟姊妹
- 兄邓隆泮（1892年－1919年），曾任宜章县劝学所所长、近城高等小学教员等，因患咳血症在随父进京时病逝于衡阳旅次。
- 妹邓怀顺（1897年－？），14岁适本县段家为媳，卒年不详。
- 弟邓隆潜（1904年－1946年），继母廖氏所生，过继给叔叔邓典训为嗣。
- 弟邓隆渭（1913年－1949年），继母廖氏所生，1936年返湘后历任宜章章水乡公所乡长、国民党区分部监察委员、宜章县志局书记等职，抗日战争爆发后，在太平里组织“自卫队”抗日。1949年初参加中国人民解放军湘南支队，同年十月病逝于宜章。